# Жестяной кубок
«Жестяной кубок» (англ. Tin Cup) — американский художественный фильм о спорте в жанре романтическая комедия режиссёра Рона Шелтона, с Кевином Костнером и Рене Руссо в главных ролях, Чич Марин и Дон Джонсон в главных ролях второго плана.
Фильм получил в целом положительные отзывы и имел умеренный кассовый успех. Костнер был номинирован на премию «Золотой глобус» за лучшую мужскую роль — комедия или мюзикл.

## Сюжет
Рой МакАвой, по кличке «Жестяной кубок» (Tin Cup), в студенческие годы подавал большие надежды в гольфе. Рой забросил карьеру спортсмена, злоупотребляет алкоголем и подрабатывает частными уроками на захолустном поле для гольфа, иногда поражая своих учеников феноменальными ударами. Его клиенткой становится психоаналитик Молли Грисволд. Бойфренд Молли — Дэвид Симмс, в прошлом принципиальный противник Роя, ныне преуспевающий профессиональный гольфист. Как-то раз Дэвид предлагает Рою поработать его кедди, но дело заканчивается их новой размолвкой. Связь между Молли и Роем постепенно становится всё более романтической и заканчивается тем, что Рой не может без Молли. Она пробуждает в нём спортивное честолюбие. МакАвой успешно проходит квалификацию в US Open.
В финале к последней лунке он приходит лидером, вровень с известным американским гольфистом Питером Джейкобсеном (в камео роли) и на один удар опережая Дэвида. Стать великим спортсменом Рою не суждено, однако он оставляет своё имя в анналах престижнейшего турнира. Дэвид играет осторожно, а Рой решает рискнуть и попытаться через водную преграду сразу отправить мяч на грин. Удар не удаётся и мяч падает в воду. Рой из принципа продолжает бить снова и снова, с той же точки. 12-м ударом (с учётом штрафных за попадание в воду), когда ему угрожает дисквалификация, Рой наконец перебивает воду, мяч попадает на грин, подпрыгивает и чудесным образом закатывается в лунку.
Рой финиширует в числе первых 15 спортсменов и автоматически квалифицируется на следующий год. Ему предлагают выгодный контракт на работу тренером. Молли остаётся с ним.

## В ролях
- Кевин Костнер — Рой МакАвой
- Дон Джонсон — Дэвид Симмс
- Рене Руссо — Молли Грисволд
- Чич Марин — Ромео Росар, кедди МакАвоя
- Линда Харт — Дорин

В фильме в камео-ролях также заняты многие известные игроки и комментаторы: Гэри Маккорд, Фил Микельсон, Кен Вентури и другие.

## Премии и номинации
- 1997 — Номинация на премию Золотой Глобус
  - лучшая комедийная роль (Кевин Костнер)

## Создание картины
Перед съёмками фильма Кевин Костнер продолжительное время брал уроки гольфа и многие из ударов в фильме он выполнял самостоятельно. Натурные съёмки фильма проводились в одном из американских гольф-клубов Tubac Arizona. На поле этого клуба запечатлели сцену, в которой герой Костнера проходит все лунки одной клюшкой № 7. Финальная сцена, в которой главный герой из принципа пытается выполнить сложнейший удар и затрачивает на это 12 попыток, частично основана на реальных событиях. Концовку картины снимали в клубе Kingwood Country Club, расположенном в пригороде Хьюстона. По сценарию последняя 18-я лунка имеет пар-5 (МакАвой пытается попасть на грин вторым ударом). В реальности в клубе это 4-я лунка с расстоянием до флага 453 ярда и паром-4.

## Приём

### Кассовые сборы
В первые выходные фильм заработал 10,1 миллионов долларов, а в прокате США — 54 миллиона долларов.

### Критика
На Rotten Tomatoes фильм имеет рейтинг одобрения 72 %, основанный на отзывах 53 критиков. Консенсус сайта гласит: «Беззаботный и предсказуемый, „Жестяной кубок“ — это симпатичная спортивная комедия, которая в значительной степени выигрывает от добродушного исполнения главной роли Кевином Костнером». На Metacritic фильм получил 60 баллов из 100, основываясь на отзывах 19 критиков. Зрители, опрошенные CinemaScore, поставили фильму оценку B по шкале от A до F.
Роджер Эберт из Chicago Sun-Times поставил фильму 3 балла из 4 и написал: «Хорошо написано. Диалоги умные и свежие». Тодд Маккарти из журнала Variety написал: «Это добродушный, и даже забавный рассказ о неуклюжих попытках никчемного бездельника вернуть личную и профессиональную респектабельность. Фильм в значительной степени выигрывает, благодаря комичной звездной роли Кевина Костнера, его самой привлекательной работы за последние годы».